# 佐賀県道・福岡県道133号坊所城島線
佐賀県道・福岡県道133号坊所城島線（さがけんどう・ふくおかけんどう133ごう ぼうしょじょうじません）は、佐賀県三養基郡上峰町から福岡県久留米市城島町に至る一般県道である。

## 概要
佐賀県三養基郡上峰町大字坊所から福岡県久留米市城島町内野に至る。
かつては、離合が難しい区間が佐賀・福岡両県に一部存在したが、路線改良され現在では全区間で快適に運転できる。
なお、筑後川を横断する下田大橋が開通するまでは渡船が行われていた。

### 路線データ
- 起点：佐賀県三養基郡上峰町大字坊所（上峰町切通し交差点、国道34号交点、佐賀県道46号中原三瀬線起点）
- 終点：福岡県久留米市城島町内野（福岡県道701号城島三潴線交点）

## 路線状況

### 道路施設

#### 橋梁
- 佐賀県
  - 八枚橋（三養基郡上峰町）
  - 江越橋（三養基郡上峰町）
  - 新猫橋（三養基郡上峰町 - 三養基郡みやき町）
  - 新両国橋（切通川、三養基郡みやき町 - 福岡県久留米市）
- 福岡県
  - 下田大橋（筑後川、久留米市）
  - 箱石橋（久留米市）
  - 入道渕橋（山ノ井川、久留米市）

## 地理

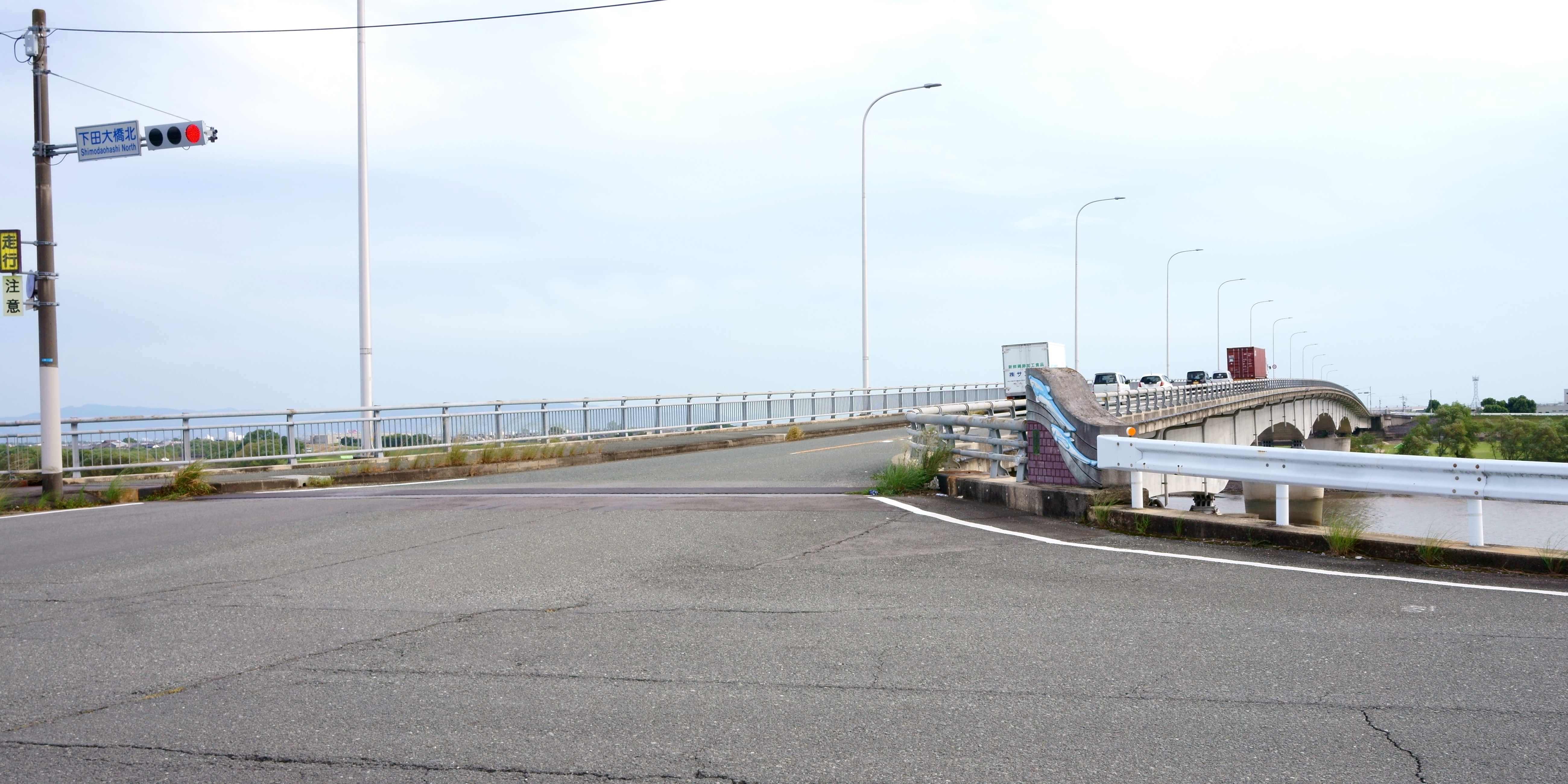
下田大橋・下田側から

### 通過する自治体
- 佐賀県
  - 三養基郡上峰町
  - 三養基郡みやき町
- 福岡県
  - 久留米市

### 交差する道路
| 交差する道路                     | 都道府県名 | 市町村名 | 市町村名 | 交差する場所 | 交差する場所        |
| -------------------------------- | ---------- | -------- | -------- | ------------ | ------------------- |
| 国道34号 佐賀県道46号中原三瀬線  | 佐賀県     | 三養基郡 | 上峰町   | 大字坊所     | 切通し交差点 / 起点 |
| 佐賀県道22号北茂安三田川線       | 佐賀県     | 三養基郡 | 上峰町   | 大字坊所     | 下津毛交差点        |
| 佐賀県道335号神埼北茂安線        | 佐賀県     | 三養基郡 | 上峰町   | 大字坊所     | 加茂交差点          |
| 国道264号                        | 佐賀県     | 三養基郡 | みやき町 | 大字市武     | 江見交差点          |
| 佐賀県道・福岡県道19号諸富西島線 | 福岡県     | 久留米市 | 久留米市 | 城島町下田   | 下田大橋北交差点    |
| 福岡県道47号久留米城島大川線     | 福岡県     | 久留米市 | 久留米市 | 城島町浜     | 下田大橋南交差点    |
| 福岡県道701号城島三潴線          | 福岡県     | 久留米市 | 久留米市 | 城島町城島   | 終点                |

### 沿線
- 上峰町役場
- 上峰町立上峰小学校
- 上峰町中央公園
- みやき町役場 三根庁舎
- みやき町立三根中学校
- 三連水車ウォーターランド
- 城島町ふれあいセンター